# 威爾克斯伯勒鎮區 (北卡羅萊納州威爾克斯縣)
威爾克斯伯勒鎮區（英語：Wilkesboro Township）是位於美國北卡羅萊納州威爾克斯縣的一個鎮區。

## 地方資料
威爾克斯伯勒鎮區的面積為81.58平方千米，皆為陸地。根據2020年美國人口普查的數據，當地共有人口10276人，而人口密度為每平方千米125.96人。